# Temporada 1965-1966 del Club Joventut Badalona
La temporada 1965-1966 va ser la 27a temporada en actiu del Club Joventut Badalona des que va començar a competir de manera oficial. La Penya va disputar la seva 10a temporada a la màxima categoria del bàsquet espanyol, acabant la competició en la quarta posició, una posició per sota respecte a l'aconseguida la temporada anterior. Aquesta temporada també va ser finalista de la Copa del Copa del Generalíssim. "Fantasit" era reemplaçat per "Kalso" a la samarreta d'aquesta temporada.

## Resultats
Lliga espanyola
A la lliga espanyola finalitza en la quarta posició de 10 equips participants. En 18 partits disputats va obtenir un bagatge de 10 victòries i 8 derrotes, amb 1.272 punts a favor i 1.163 en contra (+109).
Copa del Generalíssim
En aquesta edició de la Copa del Generalíssim el Joventut va ser finalista, perdent a la final davant el Reial Madrid per 62 a 61. Prèviament, la Penya va superar la fase de vuitens en retirar-se el Seat Sevilla abans de disputar-se l'eliminatòria, i la de quarts de final en derrotar el Club Águilas (Bilbao) en dos partits. A la fase final disputada a Terrassa, va eliminar el Barcelona a semifinals en guanyar el partit 50 a 54.

## Plantilla
La plantilla del Joventut aquesta temporada va ser la següent:
| Club Joventut Badalona: plantilla 1965-66 |
| Jugadors                                  |
| Josep Lluís                               |
| Francesc Buscató                          |
| Joan Fa                                   |
| Enric Margall                             |
| Amador Rojas                              |
| Ramón Moliné                              |
| Narcís Margall                            |
| Guifré Gol                                |
| Miguel Homs                               |
| Isidre Vives                              |
| Entrenador                                |
| Eduard Kucharski                          |